# Cornalba
Pour les articles homonymes, voir Cornalba (homonymie).
Cornalba est une commune italienne de moins de 1 000 habitants située dans la province de Bergame, dans la région Lombardie, dans le Nord de l'Italie.

## Administration
| Période                                  | Période | Identité | Étiquette | Qualité |
| ---------------------------------------- | ------- | -------- | --------- | ------- |
|                                          |         |          |           |         |
| Les données manquantes sont à compléter. |         |          |           |         |

### Hameaux
Passoni
,Vistalli

### Communes limitrophes
Costa di Serina, Gazzaniga, Oltre il Colle, Oneta, Serina, Vertova

## Jumelages
- Saint-Hilaire-de-Brens (France)